# Jeruk Gamping
Jeruk Gamping is een bestuurslaag in het regentschap Sidoarjo van de provincie Oost-Java, Indonesië. Jeruk Gamping telt 3628 inwoners (volkstelling 2010).